# Wereldkampioenschap veldrijden 1952
Het wereldkampioenschap veldrijden 1952 werd gehouden op 24 februari 1952 in Genève, Zwitserland.
Er namen renners uit zes landen deel. Het parcours van bijna drie kilometer lengte moest zeven keer worden gerond wat de totale afstand tot 20,045 kilometer bracht. Roger Rondeaux prolongeerde de titel, in 1950 bezette hij al de tweede plaats. Net als in 1951 werd André Dufraisse weer tweede. De Zwitser Albert Meier voorkwam dat het erepodium voor de derde keer een volledig Frans onderonsje werd, hij finishte voor de derde Fransman Pierre Jodet die beide voorgaande jaren derde werd. De Belg Firmin Van Kerrebroeck, voor de derde keer deelnemer, eindigde als achtste.

## Uitslagen

### Individueel
| #      | Renner                 | Land        | Tijd       |
| ------ | ---------------------- | ----------- | ---------- |
| Goud   | Roger Rondeaux         | Frankrijk   | 1u 13' 56" |
| Zilver | André Dufraisse        | Frankrijk   | + 2' 04"   |
| Brons  | Albert Meier           | Zwitserland | + 2' 52"   |
| 4      | Pierre Jodet           | Frankrijk   | + 3' 15"   |
| 5      | Sergio Toigo           | Italië      | z.t.       |
| 6      | Pierre Champion        | Zwitserland | + 3' 43"   |
| 7      | Roland Fantini         | Zwitserland | + 3' 54"   |
| 8      | Firmin Van Kerrebroeck | België      | + 5' 43"   |
| 9      | Antonin Canavese       | Frankrijk   | + 6' 23"   |
| 10     | Luigi Malabrocca       | Italië      | + 7' 00"   |
| 11     | Graziano Pertusi       | Italië      | + 7' 41"   |
| 12     | Julian Aguirrezabal    | Spanje      | + 7' 43"   |
| 13     | Marco Thewes           | Luxemburg   | + 7' 50"   |
| 14     | Francesco Exposito     | Spanje      | + 8' 22"   |
| 15     | Jean-Pierre Bolay      | Zwitserland | + 9' 17"   |
| 16     | Giovanni Romana        | Italië      | "onbekend" |
| 17     | Gabriel Saura          | Spanje      |            |
| 18     | Edy Duhr               | Luxemburg   |            |
| 19     | Angel Bruna            | Spanje      |            |
|        | Jean Kirchen           | Luxemburg   | DNF        |
|        | ? *                    |             | DNF        |

* exacte aantal deelnemers onbekend

### Landenklassement
Op basis klasseringen eerste drie renners.
| # | Land        | Punten |
| - | ----------- | ------ |
| 1 | Frankrijk   | 0007   |
| 2 | Zwitserland | 0016   |
| 3 | Italië      | 0026   |
| 4 | Spanje      | 0043   |
|   | België      | 000-   |
|   | Luxemburg   | 000-   |

1950 · 
1951 · 
1952 · 
1953 · 
1954 · 
1955 · 
1956 · 
1957 · 
1958 · 
1959 · 
1960 · 
1961 · 
1962 · 
1963 · 
1964 · 
1965 · 
1966 · 
1967 · 
1968 · 
1969 · 
1970 · 
1971 · 
1972 · 
1973 · 
1974 · 
1975 · 
1976 · 
1977 · 
1978 · 
1979 · 
1980 · 
1981 · 
1982 · 
1983 · 
1984 · 
1985 · 
1986 · 
1987 · 
1988 · 
1989 · 
1990 · 
1991 · 
1992 · 
1993 · 
1994 · 
1995 · 
1996 · 
1997 · 
1998 · 
1999 · 
2000 · 
2001 · 
2002 · 
2003 · 
2004 · 
2005 · 
2006 · 
2007 · 
2008 · 
2009 · 
2010 · 
2011 · 
2012 · 
2013 · 
2014 · 
2015 · 
2016 · 
2017 · 
2018 · 
2019 ·
2020 ·
2021 ·
2022 ·
2023 ·
2024 ·
2025

Categorieën

Mannen elite · 
vrouwen elite · 
mannen beloften · 
vrouwen beloften · 
jongens junioren · 
meisjes junioren · 
gemengde estafette

Voormalig:
mannen amateurs